# FettFilm
FettFilm (Eigenschreibweise: fettFilm) waren die Video-Künstler Momme Hinrichs (* 14. Juli 1976) und Torge Møller (* 31. März 1972; †  17. September 2022 in Leipzig). Es ging ihnen in ihrer Arbeit um die Verknüpfung von Video mit anderen theatralen Medien zu einem Gesamtkunstwerk, das sich nicht in einem bloßen Nebeneinander oder der Dekoration von Bühnenräumen erschöpft, sondern mehrere künstlerische Ebenen miteinander verknüpft.

## Geschichte
Die erste Begegnung erfolgte am Deutschen Schauspielhaus in Hamburg, wo Torge Møller neben seinem Philosophie- und Germanistikstudium in der Tonabteilung und Momme Hinrichs (Studium der Musik- und Medienwissenschaft) als Regie-Hospitant und Video-Assistent arbeiteten. Gemeinsam entwickelten sie die Idee vom Film als nicht illustrativem, unterstützendem Element der Theaterarbeit. 2000 entstand aus der Idee eine Firma, die für eine neue Philosophie der Auseinandersetzung mit allen zur Verfügung stehenden theatralen Mitteln steht.
Sie arbeiteten mit Regisseuren wie Stefan Herheim, Peter Konwitschny, David Pountney, Andreas Homoki, Georges Delnon, Enrico Lübbe, Andreas Gergen, Deborah Warner, Pierre Audi, Achim Freyer, Mariame Clément, Philipp Stölzl, Willy Decker, Susanne Linke, Bernd Eichinger sowie anderen bildenden Künstlern zusammen, unter anderem bei den Salzburger und Bregenzer Festspielen, der Wiener, der Berliner und der Hamburger Staatsoper, der Semperoper, der Opéra National de Paris und bei den Bayreuther Festspielen. Torge Møller und Momme Hinrichs waren bzw. sind u. a. an der Technischen Universität Berlin, an der Hochschule für Schauspielkunst Ernst Busch und an der Kunstuniversität Graz für den Studiengang Bühnenbild als Dozenten tätig. 
Außerhalb des Theaters arbeiteten fettFilm gleichfalls erfolgreich, wie beispielsweise die vielbeachtete Videoinstallation Signs Fiction am Potsdamer Platz, Arbeiten für das Goethe-Institut Toronto, das Richard-Wagner-Museum Bayreuth und die Akademie der Künste Berlin, sowie 2010, 2012 und 2015 das Videodesign für die Tourneen von Marius Müller-Westernhagen.
Verantwortlich für Bühnenbild und Projektionen, gewannen fettFilm, gemeinsam mit der Regisseurin Mara Kurotschka und dem Ensemble der Donbass Opera Donezk, für die Inszenierung des Fliegenden Holländers, den Taras Schewtschenko Preis 2014. Im Herbst 2014 gaben fettFilm mit Verdis Giovanna d’Arco ihr Opernregie-Debüt an der Oper Bonn.

## Arbeiten
- 6. Operngala Bonn der Deutschen AIDS-Stiftung (diverse), Oper Bonn
- Erzittre, feiger Bösewicht (Mozart), Hamburgische Staatsoper; Regie: Georges Delnon, Kostüme: Eva Maria Weber  20. April 2017
- Turandot (Puccini), Oper Köln; Regie: Lydia Steier, Kostüme: Ursula Kudrna 2. April 2017
- Die Maßnahme (Brecht), Schauspiel Leipzig; Regie: Enrico Lübbe; Bühne: Etienne Pluss, Kostüme: Bianca Deigner 30. März 2017
- La Bohème (Puccini), Haus für Mozart, Salzburger Landestheater; Regie: Andreas Gergen, Kostüme: Regina Schill, Bühne: fettFilm 26. März 2017
- La Cenerentola (Rossini), Oper Oslo; Regie: Stefan Herheim, Bühne: Herheim / Daniel Unger, Kostüme: Esther Bialas 21. Januar 2017
- Orpheus in der Unterwelt (Offenbach), Staatsoperette Dresden; Regie: Arne Böge, Kostüme Uta Heiseke; Choreographie: Radek Stopka Bühne: fettFilm 17. Dezember 2016
- Der Sturm (Shakespeare), Salzburger Festspiele, Pernerinsel; Regie: Deborah Warner, Bühne / Kostüme: Christof Hetzer 2. August 2016
- Wagnerbilder – Monika Rittershaus, Wagner Museum, Bayreuth; Videoinstallation im Rahmen der Gesamtausstellung 17. Juli 2016
- Anniversary Concert (Wagner, Berlioz, Strauss), Oper Amsterdam; Regie: Pierre Audi, Bühne / Kostüme: Christof Hetzer 29. Juni 2016
- Gutenberg (Volker David Kirchner), Theater Erfurt; Regie: Martina Veh;  Bühne/Kostüme: Christl Wein
- Le nozze di Figaro (Mozart), Hamburgische Staatsoper; Regie: Stefan Herheim; Bühne: Christof Hetzer, Kostüme: Gesine Völlm
- Die Eroberung von Mexico (Rihm), Salzburger Festspiele; Regie: Peter Konwitschny, Bühne / Kostüme: Johannes Leiacker
- Les contes d’Hoffmann (Offenbach), Bregenzer Festspiele; Regie: Stefan Herheim, Bühne: Christof Hetzer, Kostüme: Esther Bialas
- Poliuto (Donizetti), Glyndebourne Festival; Regie: Mariame Clément, Bühne / Kostüme: Julia Hansen
- Die tödliche Blume (Nimsgern), Wiener Festwochen; Regie / Bühne / Kostüme: Achim Freyer
- Le Grand Macabre (Ligeti), Aalto Musiktheater Essen; Regie: Mariame Clémènt, Bühne / Kostüme: Julia Hansen
- Styx – Orfeos Past Now (Strauch), Abguss Museum, München; Regie: Martina Veh
- Giovanna d’Arco (Verdi), Oper Bonn; Regie: fettFilm, Bühne: fettFilm, Kostüme: Uta Heiseke
- A Mobeable Beast (Manson), Volcano Productions, Toronto; Regie: Ross Manson
- Bluthaus (Haas), Wiener Festwochen; Regie: Peter Mussbach, Bühne: Phillip Rubner / P. Mussbach
- Les pigeons d’argile (Hurel), Théâtre du Capitole, Toulouse; Regie: Mariame Clémènt
- Stiffelio (Verdi), Nationaltheater Mannheim; Regie: Regula Gerber
- Nabucco (Verdi), Grand Téâtre de Geneve; Regie: Roland Aeschlimann
- Biedermann und die Brandstifter (Frisch), Schauspiel Frankfurt; Regie: Robert Schuster
- Ruhr Ort (Linke), Schauspielhaus Bochum; Regie und Choreografie: Susanne Linke
- Il trovatore (Verdi), Wiener Festwochen; Regie: Philipp Stölzl
- Der fliegende Holländer (Wagner), Donbas Opera Donezk; Regie: Mara Kurotschka
- Die Zauberflöte (Mozart), Opéra National du Rhin, Strasbourg; Regie: Mariame Clémènt
- Wagner 2013. Künstlerpositionen, Akademie der Künste (Berlin); Videoinstallation im Rahmen der Gesamtausstellung
- Das Phantom der Oper (Webber), Ronacher Theater, Wien; Regie: Andreas Gergen
- Agrippina (Händel), Vlaamse Opera, Genth; Regie: Mariame Clémènt
- Aladin (Nino Rota), Saarländisches Staatstheater; Regie: Sebastian Welker
- Late Night @ Goethe (fettFilm), Goethe-Institut Toronto, Videoinstallation
- Verklärte Nacht (Schönberg), Teatro del Maggio Musicale, Florenz; Choreografie: Susanne Linke
- Das Leben ein Traum (Caldéron), Theater Bremen; Regie: Robert Schuster
- Essen gehn (Muttersöhnchen), Musikvideo; Regie: fettFilm
- Tristan und Isolde (Wagner), Ruhrtriennale, Jahrhunderthalle Bochum; Regie: Willy Decker, Bühne / Kostüme: Wolfgang Gussmann
- Salome (Strauss), Osterfestspiele Salzburg; Regie: Stefan Herheim Bühne: Heike Scheele, Kostüme: Gesine Völlm
- Oz – The Wonderful Wizard (Schostakowitsch), Komische Oper Berlin; Choreografie: Giorgio Madia, Kostüme: Bruno Schwengl, Bühne: Cordelia Matthes
- Castor et Pollux (Rameau), Theater an der Wien; Regie: Mariame Clémènt
- The Africa Trilogy (Schimmelpfennig, Andersen, Wainaina), The Fleck Theatre, Toronto; Regie: Ross Manson, Liesl Tommy, Josette Bushell-Mingo
- Intizar (Firangiz Alizade), Heydar Aliyev Saray, Baku; Regie: Dmitry Bertman
- Alkestis (Gluck), Oper Leipzig; Regie: Peter Konwitschny
- Rienzi (Wagner), Deutsche Oper Berlin; Regie: Philipp Stölzl
- A kékszakállú herceg vára (Herzog Blaubarts Burg) (Bartók), Staatsoper Budapest; Regie: Hartmut Schörghofer
- Werther (Massenet), Opera national du Rhin, Strassburg; Regie: Mariame Clement
- Lohengrin (Wagner), Staatsoper unter den Linden, Berlin, Regie: Stefan Herheim
- Der Graf von Monte Christo (Wildhorn), Theater Sankt Gallen, Regie: Andreas Gergen
- König Lear (Shakespeare), Schauspielhaus Graz; Regie: Peter Konwitschny
- Rusalka (Dvořák), La Monnaie, Brüssel; Regie: Stefan Herheim
- Divorce à l’Italienne (Battistelli), Opera national de Lorraine, Nancy, Regie: David Pountney
- Parsifal (Wagner), Bayreuther Festspiele, Regie: Stefan Herheim
- Doktor Faust (Busoni), Bayerische Staatsoper, München, Regie: Nicolas Brieger
- Götterdämmerung (Wagner), Palace of the Arts, Budapest, Regie: Hartmut Schörghofer
- Siegfried (Wagner), Palace of the Arts, Budapest; Regie: Hartmut Schörghofer
- Siegfried (Wagner), Wiener Staatsoper, Regie: Sven-Eric Bechtolf
- La forza del destino (Verdi) Wiener Staatsoper, Regie: David Pountney
- Rigoletto (Verdi), Stadttheater Bern, Bühnenbild und Video, Regie: Reto Nickler
- Die Walküre (Wagner), Wiener Staatsoper, Regie: Sven-Eric Bechtolf
- Les contes d’Hoffmann (Offenbach), Hamburger Staatsoper, Regie: Christine Mielitz
- Still hier! It’s Wonderful (Linke) Theater Bonn, Choreografie: Susanne Linke
- Il pirata (Bellini) Opera St. Moritz, Bühnenbild und Video, Regie: Reto Nickler
- Die Walküre (Wagner) Palace of the Arts, Budapest, Regie: Hartmut Schörghofer
- Das Rheingold (Wagner) Palace of the Arts, Budapest, Regie: Hartmut Schörghofer
- Radamisto (Händel), Hamburgische Staatsoper, Regie: Marco Arturo Marelli
- The Abduction of Sita Co-Produktion Chennai Indien, Schauspielhaus Freiburg, Schauspielhaus Düsseldorf, HKW Berlin, Regie: Joachim Schlömer
- La belle Hélène (Offenbach) Opera national du Rhin, Regie: Mariame Clement
- Aufstieg und Fall der Stadt Mahagonny (Weill) Komische Oper Berlin, Regie: Andreas Homoki
- Die Nibelungen – Siegfrieds Frauen (Rinke) Nibelungenfestspiele Worms, Regie: Dieter Wedel
- Irrfahrten – Mozart-Trilogie (Mozart), Salzburger Festspiele, Regie: Joachim Schlömer
- Moses und Aron (Schönberg), Wiener Staatsoper, Regie: Reto Nickler
- Signs Fiction (fettFilm), Potsdamer Platz, Berlin, Videoinstallation im Rahmen von Spots
- La finta giardiniera (Mozart), Salzburger Landestheater; Regie: Doris Dörrie
- Faust I (Goethe), Staatstheater Stuttgart, Regie: Hasko Weber
- Mathis der Maler (Paul Hindemith), Hamburgische Staatsoper; Regie: Christian Pade
- Einstein on the Beach (Glass/Wilson), Parochialkirche Berlin; Regie: Berthold Schneider
- Esquisses – Giotto (Linke) Akademie der Künste Berlin, Choreografie: Susanne Linke
- Parsifal (Wagner), Staatsoper unter den Linden Berlin, Regie: Bernd Eichinger, Bühne: Jens Kilian,  Kostüme: Andrea Schmidt-Futterer
- Je suis … (Linke), Opéra Nationale de Paris, Palais Garnier, Choreografie: Susanne Linke
- Macbeth (Verdi), Neuköllner Oper Berlin, Regie: Ulf Otto
- Turandot (Puccini), Semperoper Dresden, Regie: Andreas Homoki
- Der Protagonist/Royal Palace (Weill), Bregenzer Festspiele, Regie: Nicolas Brieger
- Generation P (nach Pelewin), TIF Dresden, Regie: Friederike Heller
- Die Entführung aus dem Serail (Mozart), Salzburger Festspiele, Regie: Stefan Herheim
- TANZ-DIS-TANZ (Linke/Dietrich/fettFilm), Pakt Zollverein Essen, Choreografie: Susanne Linke, Urs Dietrich
- Die Illuminaten (nach Wilson/Shea), TIF Dresden, Regie: Friederike Heller
- Die Nibelungen (Rinke), Nibelungenfestspiele Worms, Regie: Dieter Wedel
- Wie vom Winde verweht (Kranz/Nordalm), Sophiensaele, Berlin, Regie: Kranz/Nordalm
- Norway Today (Bauersima), Münchner Kammerspiele, Regie: Friederike Heller
- Sportmärchen (nach Horváth), Theater Wismar, Regie: Kranz/Nordalm
- Clavigo (Goethe), Schauspielhaus Zürich, Regie: Christiane Pohle Bühne Kostüme Esther Bialas
- Einstein on the Beach (Glass/Wilson), Staatsbank Französische Strasse, Berlin, Regie: Berthold Schneider, Kostüme: Constanze Fischbeck, Bühne: Veronika Witte 22. August 2001
- Howie the Rookie (O’Rowe), Schauspielhaus Zürich, Regie: Christiane Pohle
- Double or Quits (Pusch), Stadttheater Lübeck, Regie: Jan Pusch
- Operation Solaris (nach Lem), Staatsbank Französische Strasse, Berlin, Regie: Penelope Wehrli, Kostüm: Ellen Hofmann, 19. April 2001
- Into the Blue (Pusch), Kampnagel Hamburg, Choreografie u. Regie: Jan Pusch, Kostüme: Ullinca Schröder, 14. April 2001
- Welcome Suicide (Hoquel), Kampnagel Hamburg, Regie: Falk Hoquel, Bühne/Kostüm: Peter Nollem 9. Februar 2001
- Gott ist ein DJ (Richter), Hamburger Kammerspiele, Regie: Falk Hocquel; Bühnenraum: Britta Kloß, Kostüm: Sabine Kohlstedt, Premiere: 29. Juli 2000 Hamburger Kammerspiele.
- Über Frauen Über Grenzen (Musikhochschule Hamburg), Biennale München, Regie und Bühne: Stefan Herheim, Kostüme: Irene Favre de Lucascaz,  18. Mai 2000, Kulturzentrum am Gasteig / Carl-Orff-Saal, München